# Schuilingita-(Nd)
La schuilingita-(Nd) és un mineral de la classe dels carbonats. Rep el seu nom de Hendrik Gen Schuiling (1892-1966), enginyer holandès i cap de geologia de la Unió Minera d'Alt Katanga.

## Característiques
La schuilingita-(Nd) és un carbonat de fórmula química PbCu(Nd,Gd,Sm,Y)(CO₃)₃(OH)·1.5H₂O. Cristal·litza en el sistema ortoròmbic. La seva duresa a l'escala de Mohs es troba entre 3 i 4.
Segons la classificació de Nickel-Strunz, la schuilingita-(Nd) pertany a «05.D - Carbonats amb anions addicionals, amb H₂O, amb cations grans i de mida mitjana» juntament amb els següents minerals: alumohidrocalcita, nasledovita, paraalumohidrocalcita, dresserita, dundasita, montroyalita, estronciodresserita, petterdita, kochsandorita, hidrodresserita, sergeevita i szymanskiïta.

## Formació i jaciments
Va ser descoberta a la mina Kasompi, a Swambo, Katanga (República Democràtica del Congo). En aquest mateix país també ha estat trobada a Kamoto, a la regió de Kolwezi. També ha estat descrita a la mina Peelwood (Nova Gal·les del Sud, Austràlia).